# 스몰렌스크현

스몰렌스크현의 문장

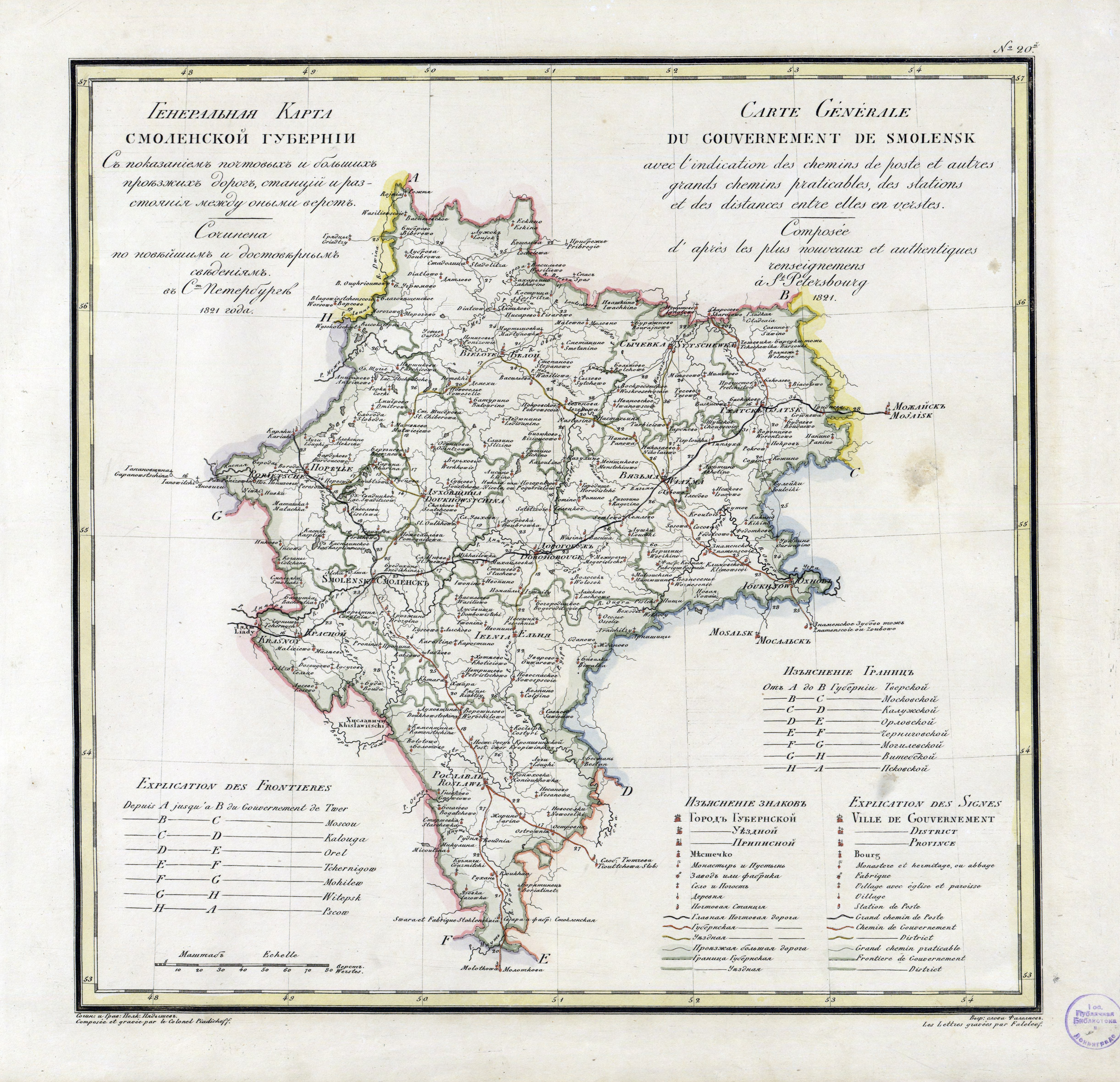
스몰렌스크현의 지도

스몰렌스크현(러시아어: Смоленская губерния)은 1796년부터 1929년까지 존재했던 러시아 제국의 현으로 현도는 스몰렌스크이며 면적은 56,003km2, 인구는 1,525,279명(1897년 당시 기준)이다. 현재의 러시아 스몰렌스크주, 트베리주 남서부, 벨라루스 동부에 걸쳐 있었다.